# Femkort
Femkort är ett klassiskt svenskt kortspel, känt sedan 1600-talet. Det spelas traditionellt med någon form av insatser.
Spelarna får fem kort var, och man spelar sedan om stick. Man måste följa färg om man kan, och dessutom gäller överstickstvång, vilket innebär att man måste lägga ett högre kort än de föregående om man har möjlighet. Den som vinner något av de fyra första sticken spelar ut till nästa stick. Vinnaren av det femte och sista sticket tar hem potten. Innan det sista sticket spelas kan vem som helst av spelarna begära ”bättre kort”, och om samtliga spelare går med på detta blir det omgiv.